# Panna mężatka

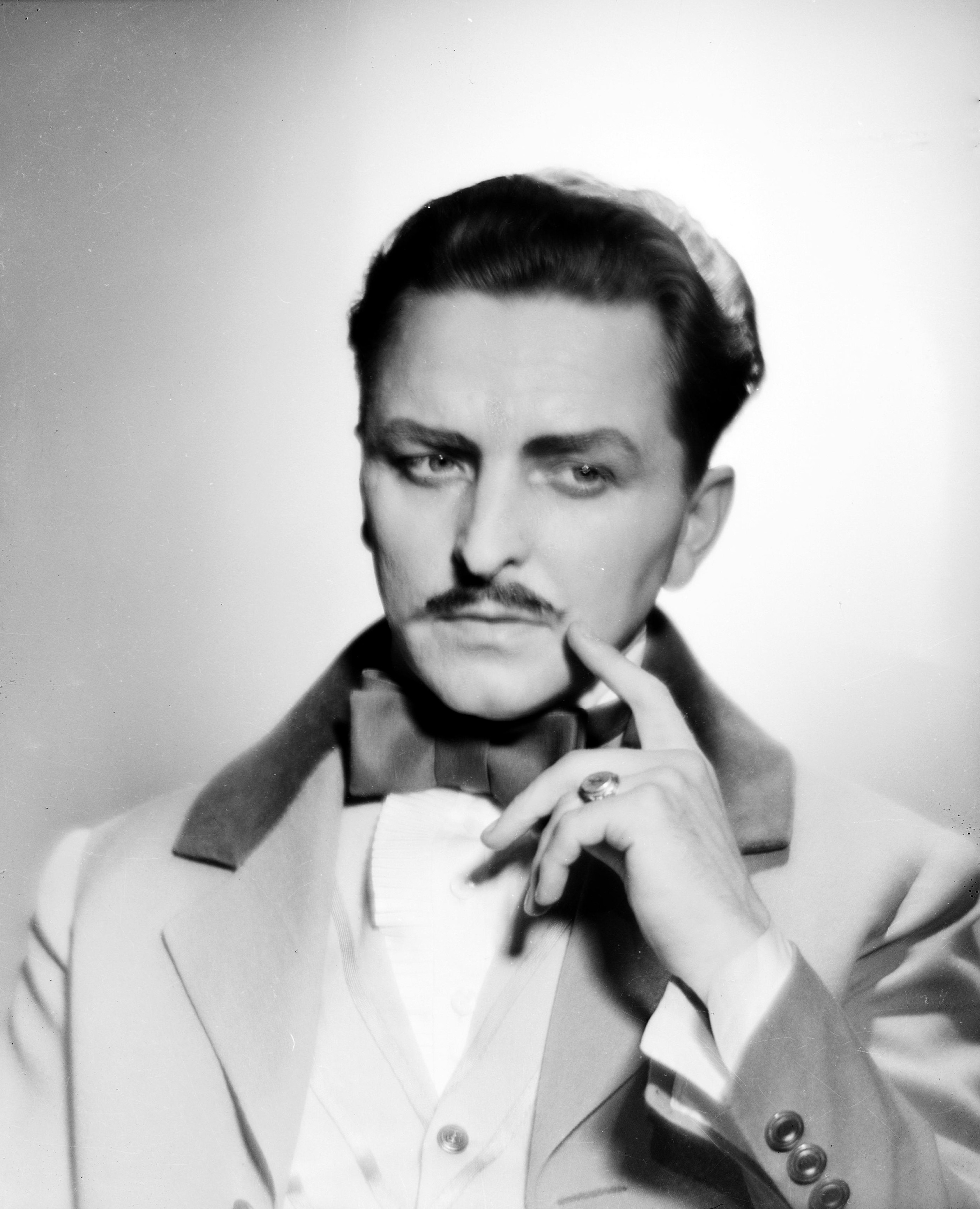
Igor Śmiałowski w roli Adolfa - inscenizacja Panny mężatki w Teatrze Narodowym w Warszawie (1958)

Panna mężatka – komedia Józefa Korzeniowskiego w trzech aktach. Prapremiera odbyła się 29 marca 1844.

## Treść
Panna Cecylia  martwi się tym, że  wciąż nie jest mężatką. Zdaniem ciotki Cecylia zanadto okazuje, że zależy jej na zdobyciu męża, przez co zniechęca do siebie kandydatów (a w szczególności wymarzonego Adolfa). Kobiety wpadają na pomysł mistyfikacji: rozpuszczają wiadomość, że Cecylia wyszła za mąż za szanowanego obywatela z guberni Witebskiej. Uważają, że dzięki temu wzrośnie atrakcyjność Cecylii w oczach mężczyzn: Wiek nasz tak zepsuty, że ten sam mężczyzna, który był prawie obojętnym dla panny, gotów dla niej szaleć, gdy ją ujrzy mężatką. Pan Adolf chwyta przynętę i gdy tylko dowiaduje się, że Cecylia jest mężatką, zaczyna żałować, że się jej sam nie oświadczył.

## Inscenizacje (wybór)[1]
- Teatr Miejski im. Juliusza Słowackiego w Krakowie (1920, reż. Stanisława Wysocka)
- Teatr Polski w Poznaniu (1926, reż. Bolesław Szczurkiewicz)
- Teatr Nowy im. Heleny Modrzejewskiej w Poznaniu (1936, reż. Nuna Młodziejowska-Szczurkiewiczowa)
- Teatr Wielki we Lwowie (1937, reż. Władysław Krasnowiecki)
- Zespół Objazdowy Reduty (1938)
- Teatr Miejski w Sosnowcu (1947, reż. Marian Mariański)
- Teatr Mały w Szczecinie (1947, reż. Nuna Młodziejowska-Szczurkiewiczowa)
- Teatr Młodego Widza w Krakowie (1948, reż. Jerzy Leszczyński)
- Teatr Ziemi Lubuskiej w Gorzowie Wielkopolskim (1948, reż. Franciszek Rychłowski)
- Teatry Dramatyczne we Wrocławiu (1952, reż. Artur Młodnicki)
- Teatr im. Stefana Jaracza Olsztyn-Elbląg (1955, reż. Jan Urlich)
- Teatr Popularny w Grudziądzu (1955, reż. Maria Szczęsna)
- Teatr Narodowy w Warszawie (1958, reż. Janusz Strachocki)
- Teatr im. Juliusza Osterwy w Lublinie (1958, reż. Zofia Modrzewska)
- Teatr Ziemi Lubuskiej w Zielonej Górze (1959, reż. Aleksander Aleksy)
- Teatr Ziemi Łódzkiej (1960, reż. Aniela Borysławska)
- Teatr Ziemi Opolskiej (1963, reż. Romana Bohdanowicz)
- Teatr Dramatyczny im. Aleksandra Węgierki w Białymstoku (1968, reż. Andrzej Dobrowolski)

## Spektakl radiowy
W 1954 r. w Teatrze Polskiego Radia wyemitowano spektakl pt. Panna mężatka (reż. Jerzy Leszczyński).

## Spektakl telewizyjny
W 1976 r. w Teatrze Telewizji wyemitowano spektakl pt. Panna mężatka (reż. Tadeusz Aleksandrowicz).